# Tebirkes
Tebirkes er et stykke dansk morgenbrød af wienerbrødstypen lavet af butterdej (smør, mel, salt, vand/mælk), smurt med pisket æg og sukker og drysset med birkes. De er med fyld af remonce (smør, sukker). Remonce giver en næsten karamelagtig konsistens.

## Varianter
Der findes flere varianter og benævnelser af tebirkes:
- Birkes - uden remonce
- Grovbirkes - uden remonce og lavet af grahamsmel eller grove kerner.
- Tebirkes - med eller uden remonce. Også kaldet smørbirkes.
- Chokoladebirkes - tebirkes med chokolade.
- Ostebirkes - tebirkes med ost som fyld.
- Havrebirkes - en grovbirkes baseret på havre.

## Oprindelse
Oprindelsen af tebirkes er uklar. I følge én kilde stammer tebirkes som wienerbrød fra Østrig i 1800-tallet. Østrigske bagere bragte traditionen med blandinger af smør og brød til Danmark under en bagerstrejke. Danske bagere tog opskriften til sig, men tilføjede mere smør og sukker, forskellig sødt fyld og forskellige dejfoldninger inden bagning.

Birkes (eller berkes)
 er et gammelt ord for brød bagt af hvedemel og bestrøet med valmuefrø. Oprindelig brugt om det jødiske sabbatsbrød.

Det vides ikke hvorfor det hedder tebirkes.

## Trivia
Da tebirkes består af op til 70% smør, er kalorieindholdet højt, ca. 415 kilokalorier / 1739 kJ per 100 g.
Dejen til tebirkes kan også bruges til croissanter.
Hvis den samme tebirkesdej strækkes langt ud og vrides før bagning får man en frøsnapper ud af det.
Tebirkes kendes ikke i udlandet og har derfor ikke noget navn på andre sprog.